# Соколиний Кут
Соколиний Кут (біл. вёска Сакольле Вугал) — село в складі Вілейського району Мінської області, Білорусь. Село підпорядковане Хотеньчицькій сільській раді, розташоване в північній частині області.

## Історія
У 1921–1945 роках село i застінок знаходилось у Польщі, у Вільнюській губернії, Вілейського повіту, гміні Хотеньчиці.

## Населення
- 1866 рік - 35 люди, 3 будинки
- 1921 рік - 78 люди, 10 будинки[1].
- 1931 рік - 128 люди, 15 будинки[2].